# さいとうなおき
さいとう なおき（本名：齋藤 直葵、1982年11月13日 - ） は、日本のイラストレーター、漫画家、YouTuber。
YouTube動画での決めセリフは、「それ、完全に間違ってますよ!」、「やる気！元気！なおき～！」。 

## 来歴

### 生い立ち
1982年生まれで、山形県出身。多摩美術大学GD科入学・卒業。大学時代は迷走しており、「グロテスクなイラスト」ばかり描いていたという。大学在学中に『デュエル・マスターズ』のカードイラストを手掛ける。
大学卒業後はコナミデジタルエンタテインメントへ入社し、同社のテレビゲーム作品『ウイニングイレブン』シリーズの3Dモデルにテクスチャを貼り付ける仕事などを行っていたが、1年程して退社する。

### 漫画家・イラストレーターとして活動
コナミ退社後は、フリーランスでイラストに関する業務に就き、2008年には刃牙シリーズなどの着彩を担当。2006年頃『デュエル・マスターズ』ではozicaという名義で活動していた。
2012年〜2014年にかけて、『グラップラー刃牙』のスピンオフ作品『バキどもえ』などの作品を執筆するなど、漫画家としても活動している。この際、本名の「齋藤 直葵」名義で活動していた。
イラストレーターとしては、主に『ポケットモンスター』ならび『ポケモンカードゲーム』のキャラクターデザインを手掛ける事が多く、「ポケモンカード公認イラストレーター」として活動している。

### イラスト系YouTuberとして活動
2019年10月頃より、YouTuberとして活動を開始。プロイラストレーターとして培ってきた自身のイラストノウハウを、明るくテンポの良い語り口で初心者〜中級者に向けて提供している。
自身のイラスト配信だけでなく、イラストの描き方を効率的に学ぶための『初心者講座』や、プロの現場における「仕事の舞台裏」「報酬の相場」などの情報コンテンツ動画のほか、ファンからの質問に答える『質問コーナー』などを公開している。
その他、アマチュアクリエイターの描いたイラストをもとにして、さいとうが問題点や改善点を指摘しながら、そのイラストを実際に手直ししていく過程を公開する『気まぐれ添削』が好評となっている。

### NFTアート販売
2021年10月、「NFTアート販売」に挑戦し、オリジナル作品が約600万円で落札された。制作過程をYouTube上で配信することで、それを作品の証明とする試みがなされた。このことはマスコミでも取り上げられ、さいとうの知名度を上げることとなった。
2022年3月には、Fundationにイラストを出品し、オークション形式で約700万円で落札された。

## 公式チャンネル

### 旧チャンネル『さいとうなおき』
2019年10月1日にYouTubeチャンネルを開設。チャンネル名は『さいとうなおき』(英: Naoki Saito illust Channel)。
開設からわずか1年目の2020年10月頃にはチャンネル登録者数25万人を突破し、順調に登録者数を伸ばしていった。その後、動画編集を外注スタッフに委託することで動画クオリティーが向上した。2021年12月には約80万人、2022年6月には100万人を突破するなど、国内イラストレーターのYouTuber配信では最大規模の登録者数となっていた。
しかし、2023年3月21日深夜、YouTubeチャンネルが停止され、約130万人の登録者数と全ての動画が消失した。これにより、さいとうは活動の場を一時的に失うことなった一方で、ニュースサイトで報じられて話題となった。

### 新チャンネル『さいとうなおき2』
チャンネル停止を受けて、別アカウントによるチャンネル『さいとうなおき2』を新たに開設し、登録者数ゼロから再起することになった。さいとう本人によると、「児童虐待またはそれに準ずるコンテンツが検出されたため、アカウントが停止されました」と表示され、Googleアカウントごと停止されていたという。
YouTubeチャンネルでは、運営側の自動チェックに引っかからないよう「肌色の割合が多くならないイラストを描く」ように配慮を徹底していたため、チャンネルでの配信動画そのものが原因であることは考えにくく、またその他のGoogleサービス利用においても全く心当たりがないと説明した。
最終的な結論として、「『気まぐれ添削』募集用に開放しているGoogleドライブの共有フォルダに、『添削希望者から投稿されたファイル』が自動チェックに引っかかったことが原因ではないか？」と、さいとうは推測している。
以降、さいとうはYouTubeの担当者などに相談をしてアカウントの復旧を試みたが、半年が経過した2023年9月現在でも復旧の対応は受けられておらず、事実上、新チャンネルに完全に移行して活動を継続している。
過去の動画のバックアップはライブ配信のアーカイブを除きほとんど残っており、少しずつ新チャンネルに再公開していくと予告している。

### チャンネル登録者数の推移[9]
| 年月          | 登録者数        | 累計再生数    | 備考                                       |
| ------------- | --------------- | ------------- | ------------------------------------------ |
| 2020年4月     | 10万人          | 約1000万回    |                                            |
| 2020年8月     | 20万人          | 約1500万回    |                                            |
| 2021年2月     | 30万人          | 約3200万回    | 再生回数が大きく伸び出す。                 |
| 2021年5月     | 40万人          | 約4500万回    |                                            |
| 2021年7月     | 50万人          | 約5500万回    |                                            |
| 2021年9月     | 60万人          | 約6500万回    |                                            |
| 2021年10月    | 70万人          | 約7500万回    | NFTアート販売でニュースになり注目された。  |
| 2021年12月    | 80万人          | 約8600万回    |                                            |
| 2022年2月     | 90万人          | 約9800万回    |                                            |
| 2022年6月     | 100万人         | 約1億1000万回 |                                            |
| 2023年3月21日 | 約130万人 → 0人 |               | チャンネルが閉鎖され、新チャンネルに移行。 |
| 2023年3月24日 | 2万5000人       |               |                                            |
| 2023年4月3日  | 10万人          | 約51万回      |                                            |
| 2023年4月14日 | 20万人          | 約120万回     |                                            |
| 2023年6月4日  | 30万人          | 約500万回     |                                            |
| 2023年9月19日 | 40万人          | 約1100万回    |                                            |
| 2024年2月17日 | 50万人          | 約2500万回    |                                            |
| 2024年10月8日 | 60万人          | 約4000万回    |                                            |
| 2025年6月15日 | 70万人          | 約5500万回    |                                            |

### 動画シリーズ
イラスト講座
さまざまなイラストに必要なテクニックを、詳しく解説している。
気まぐれ添削
アマチュアクリエーターの作品を、さいとうが添削しながらイラストを手直しをしていき、どうすればより良いイラストになるのかを解説している。
プロなら1ミリも知らないキャラ ヒントだけで完璧に描ける説
さいとうが全く知らない人気作品のキャラクターを、いくつかのヒントを元にして描いていく。
イラストおすすめ商品
さいとうが使用してみて便利だった機材や商品を紹介している。
絵が上手くなるには!?
デッサン・着彩の方法など、短期間で劇的に絵が上手くなる方法を伝授している。
イラストレーターになるには?
プロを目指しているクリエイター向けに、イラストレーターになるための方法や、仕事の内容、1日の仕事の流れ、報酬などを解説している。
初心者講座
イラストを始めたばかりの初心者向けに、「キャラクターデザイン」「構図」「着彩」「仕上げ」などに分けて解説している。

## 作品

### 漫画
- バキどもえ（秋田書店発行、全3巻）
- シアージュクロニクル外伝（バンド・デシネ）
- 怪談（バンド・デシネ）
- 来たれ、パレット団!（漫画：双葉陽、『コミックアルナ』2022年8月号〈創刊号[19]〉 - 2024年4月号[20]、全2巻） - キャラクター原案担当[19]

### カードイラスト
- デュエルマスターズ
- ポケモンカードゲーム（ポケモンレンジャー 光の軌跡：ワールドマップ、ボスポケモンイラスト）
- カードファイト!! ヴァンガード
- 悠久の車輪
- モンスターハンターシリーズ
- 獣神伝

### ゲームイラスト
- ポケットモンスター ブラック・ホワイト：イメージイラスト
- ポケットモンスター サン・ムーン：キャラクターデザイン
- ラストピリオド -終わりなき螺旋の物語-
- 三国志パズル大戦：キャラクターイラスト
- ドラガリアロスト：メインイラストレーター
- ウマ娘 プリティーダービー：キャラクターイラスト
- 音街ウナ：VOICEROID2表紙

### 着彩
- 範馬刃牙（カラー稿・完全版表紙）
- バキ外伝 疵面-スカーフェイス-
- 聖闘士星矢
- 謝男
- 史上最強の哲学入門
- 餓狼伝
- クローズ
- WORST
- エグザムライ（リトグラフCG）

### 企業コラボ
- Bee本舗 … 大阪本店公式キャラクター 「難波すずめ」 キャラクターデザイン&イラスト（2021年10月）
- スピリテイル … 初音ミク×さいとうなおき コラボフィギュア（2022年8月企画スタート）
- nosh … 食レポしながらのイラスト提供コラボ（2023年1月15日）
- 日清 … どん兵衛どんぎつねのアニメバージョン（2023年11月）

### その他
- Fate/Grand Order：グッズイラスト
- 星芥ショータイム：キャラクター原案（キラリ、enma.）

## 著書

### ライトノベル小説イラスト
- 『Sランクパーティをクビになったので世界樹と里帰りします』（2021年 - 2022年）矢御あやせ著、KADOKAWA

### イラストノウハウ本
- 『うまく描くの禁止 ツラくないイラスト上達法』パイ インターナショナル、2021年3月22日。ISBN 978-4756254191。
- 『さいとうなおきのもったいない!イラスト添削講座』KADOKAWA、2021年8月26日。ISBN 978-4046053770。
- 『さいとうなおきの超もったいない!イラスト添削講座』KADOKAWA、2023年1月26日。ISBN 978-4046060549。
- 『イラスト最速上達法』玄光社、2022年8月8日。ISBN 978-4768316573。
- 『7日間で上達! さいとうなおき式お絵描きドリル』KADOKAWA、2022年12月2日。ISBN 978-4046058683。
- 『チート技！ 絵が上手くなる本』ホビージャパン、2023年2月2日。ISBN 978-4798629773。
- 『技の書-キャラクターイラスト徹底解説-』パイ インターナショナル、2023年7月14日。ISBN 978-4756256645。